# سیگنال (مجموعه تلویزیونی کره جنوبی)
سیگنال (کره‌ای: 시그널) یک مجموعه تلویزیونی ۲۰۱۶ کره جنوبی در ژانر فانتزی پلیسی با بازی لی جه هون، کیم هه سو و چو جین وونگ است. این مجموعه بر پایهٔ فیلم سال ۲۰۰۰، فرکانس است و از رویدادهای جنایی زندگی واقعی در کره جنوبی از جمله قتل‌های زنجیره‌ای هواسئونگ الهام گرفته‌است. این مجموعه از ۲۲ ژانویه تا ۱۲ مارس ۲۰۱۶، روزهای جمعه و شنبه ساعت ۲۰:۳۰ (کی‌اس‌تی) از تی‌وی‌ان برای ۱۶ قسمت به روی آنتن رفت.